# Dixieland

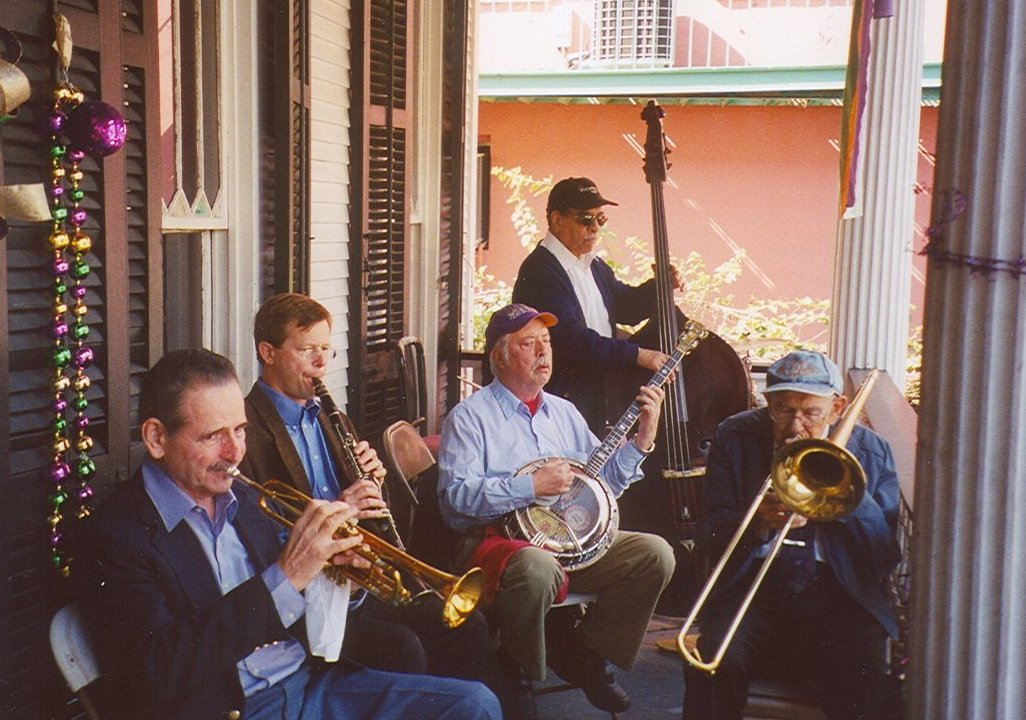
Hagyományos dixieland zenekar New Orleansból (2005)

A dixieland zene, amire néha Hot jazz, Early jazz vagy New Orleans jazz néven hivatkoznak, a dzsessz zene egyik stílusa, ami New Orleansban a XX. század elején fejlődött ki és terjedt el az 1910-es években Chicagóban és New Yorkban, a New Orleans-i bandáknak köszönhetően.
Jól ismert dzsessz-sztenderd számok a dixieland időszakból, mint a Basin Street Blues és a When the Saints Go Marching In ismertek más, nem dzsesszrajongók számára is.

## Története
A dixieland a dzsessz stílus legkorábbi változata, melyet New Orleans-ban alakítottak ki. A stílus a korai rézfúvós meneteket, a francia kvadrillokat, a ragtime-ot és bluest ötvözte közös, polifónikus improvizációval. Míg a hangszerelés és a zenekarok nagysága nagyon eltérő lehet, a „standard” zenekar élvonalát ("front line") trombita (vagy kornett), harsona és klarinét adja, a kísérő ritmust legalább kettő biztosítja a zongora, gitár, bendzsó, dobok és a nagybőgő (vagy tuba) közül.
A Dixieland kifejezés 1917-ben terjedt el szélesebb körben, miután megjelent az Original Dixieland Jazz Band első milliós nagyságrendű eladottságú lemeze. A zenét folyamatosan játszották a 20. század korai szakaszától. Louis Armstrong All-Stars bandája a Dixielanddel azonosított legnépszerűbb  együttes, bár Armstrong saját befolyása a jazz minden stílusából kiérződik[forrás?].
A döntő dixieland hangzás megteremtésében egy hangszer (általában a trombita) játssza a dallamot vagy egy felismerhető körítést vagy variációt, és a többi élvonalbeli hangszer (front-line) improvizál a dallamra. Ez sokkal polifonikusabb hangzást kelt, mintha egy különösen nagy létszámú big band vagy egy összhangzatos bebop szólna.
Az 1930-as évek szving korszaka véget vetett sok dixielandmuzsikus karrierjének. Többségük visszavonult, mindössze pár zenész tudta fenntartani népszerűségét. 
A bebop előretörésével az 1940-es években a korábbi csoport-improvizáció stílusa már nem volt olyan népszerű a fiatal fekete zenészek között, míg az idősebbek egy része folytatta a régi stílusban. Bár a fiatal zenészek új felállásokat alakítottak ki, számos bebop-zenész Armstrong tiszteletéül az ő felvételeiből emelt ki részleteket és használta fel saját improvizációihoz.
A dixieland a késő 1940-es és 1950-es években újra virágkorát élte, ami több félig visszavonult zenésznek hozott hírnevet élete végére, mint ahogy visszavonult zenészeket is újra dzsesszkörökbe vonzott sok évnyi kihagyás után (lásd Kid Ory). Ennek a virágzó korszaknak több dixielandbandája tudatosan idézte fel az évtizedekkel korábbi együttesek felvételeit, míg mások folytatták az új innovatív előadások és dallamok megalkotását. Példaként az 1950-es években a "Progresszív Dixieland" stílus a hagyományos dixielandet ötvözte volna a bebop ritmussal. Ezekhez hasonló együttesekkel Steve Lacy játszott karrierje elején. Erre a stílusra helyenként "Dixie-bop"-ként hivatkoznak.

## A szó eredete
Míg a Dixieland továbbra is széles körben elterjedt, a kifejezés alkalmassága erősen vitatott bizonyos körökben. Egyesek számára ez lett az elfogadott (különösen az USA nyugati bandáinak körében, akikre hatottak az 1940-es évek), míg másoknak (különösen a New Orleans-i zenészeknek, akikre az 1920-as évek afro-amerikai bandái hatottak) a Klasszikus Dzsessz vagy Tradicionális Dzsessz kifejezést részesítették előnyben. Később páran a Dixieland elnevezést kicsinyes, felületes giccsnek tartották utalva a szenvedély és a zene mélyebb megértésének hiányára.
Ma a "Dixieland" gyakran a tradicionális stílust játszó fehér bandákat jelenti, mint például Eddie Condon és Muggsy Spanier zenekarait.

## Modern Dixieland
Ma négy nagyobb aktív irányzata van a Dixieland dzsessznek:

### Chicago stílus
A "Chicago stílust" gyakran vonatkoztatják az olyan chicagóiak hangzására, mint  Jimmy McPartland, Eddie Condon, Muggsy Spanier, és Bud Freeman. A ritmust kíséretet ezekben a bandákban a gitár a bendzsót, a nagybőgő a tubát helyettesíti. Zeneileg a chicago stílusú együttesek inkább szving-szerű 4/4-es stílusban játszanak. A New Orleans-i stílus által előnyben részesített együttes hangzás itt hangsúlytalanná válik a szólók javára. Szintén eltér a déli eredetétől, mivel jóval gyorsabb tempójú, utalva ezzel a városi élet sürgés-forgására. Az ilyen stílusú bandák sokféle dallamot játszottak, belevéve a tradicionálisabbakat, sokat a Great American Songbookból és számosat az 1930-as évek George Gershwin, Jerome Kern, Cole Porter, és Irving Berlin művek választékából. Egyes nem chicagóiak, mint Pee Wee Russell és Bobby Hackett is gyakran gondolkodtak, hogy ebben a stílusban zenéljenek. A modernizált stílus változata Nicksieland néven jelent meg, Nick's Greenwich Village night clubjának neve után, ahol igazán népszerű volt, igaz a kifejezés nem csak erre a helyre vonatkozott.

### West Coast-i újjáéledés
A mozgalom a késői 1930-as években indult San Franciscóból a Lu Watters Yerba Buena Jazz Band-el, később a stílust a harsonás Turk Murphy terjeszti ki. A Chicago stílus visszhangjaként indult és fejlődése során egyre közelebb került a szvinghez. Ezeknek az együttesek a repertoárja többnyire Joe "King" Oliver, Jelly Roll Morton, Louis Armstrong és W. C. Handy zenéjére épült. A West Coast-i bandák stílusában a tuba és bendzsó játsszák a ritmushangszerek szerepét, kétnegyedes ütemben.

### New Orleans-i Tradicionális
A "New Orleans-i Tradicionális" újjáéledés mozgalma Bunk Johnson újbóli felfedezésével kezdődött 1942-ben és az 1960-as években folytatódott a Preservation Hall megalakításával a Francia negyedben. A sokféle felállás legnépszerűbbike volt a klarinétos George Lewis által vezetett, ahol Jim Robinson harsonán, Elmer Talbot illetve Avery ‘Kid’ Howard trombitán játszott, őket kísérte Lawrence Marrero bendzsón, Alcide Pavageau nagybőgőn és Joe Watkins illetve Edgar Moseley dobon. A bandák a nagybőgő (vagy tuba) és bendzsó négynegyedes ritmusára építve népszerű dallamokat kevertek gospel himnuszokkal, amiket New Orleans-ben a korai 20. században játszottak, köztük olyan slágereket, mint az "Ice Cream," "You Tell Me Your Dream," "Just a Closer Walk With Thee" és még néhányat a New Orleans-i rezesbanda irodalomból. Az 1960-as évekbeli New Orleans-i újjáéledés nagy számmal hozta be a szólókat, mivel a stílusra nagy befolyással voltak a század közepi New York Dixieland kombók: ezek kisebb erőfeszítésbe kerültek a korosabb zenészeknek, mint a régi New Orleans stílusú összhangzatos zenélés.
Rá kell mutatni továbbá, hogy a New Orleans-i újjáéledés mozgalma nem 'Dixieland' hanem ‘New Orleans Jazz’ és a világon sok követője, mint az angliai Ken Colyer, zenél olyan szellemben, mint ahogyan George Lewis és társasága.
Népszerű tradicionális Dixieland dallamok közé tartoznak "When the Saints Go Marching In," "Muskrat Ramble," "Struttin' With Some Barbecue," "Tiger Rag,"  "Dippermouth Blues," "Milenberg Joys," "Basin Street Blues," "Tin Roof Blues," "At the Jazz Band Ball," "Panama," "I Found a New Baby," "Royal Garden Blues" és még sok másik. Ezek mindegyikét széles körben játszották a második világháború előtti dzsessz bandák, különösen Louis Armstrong. Őket kezdték Dixieland sztenderdként besorolni az 1950-es években.

### Holland 'Old Style Jazz'
Míg az Egyesült Államokban a tradicionális New Orleans-i újjáéledés zajlott, a hagyományos dzsessz zene újból divat lett a Németalföldön. Azonban a legtöbb holland dzsessz zenekar (pl. a The Ramblers) már régen átalakult a szvinggé, míg a néhány megmaradt dzsessz zenekar (mint például a Dutch Swing College Baned) nem vett részt a szélesebb értelemben vett tradicionális újjáéledés mozgalomban és megmaradt a ragtime-nál és a korai dzsessznél. Ezzel erősen korlátozta a dzsessz-inspirált zenekarokat és a feltörekvő zenészeket (mivel az általuk használt hangszerek többsége, mint a nagybőgő és a zongora nem volt elérhető a legtöbb holland zenészek), így azok kénytelenek voltak improvizálni, ami egy újfajta dzsesszt, az "Oude Stijl"-t ("Old Style") teremtette meg Hollandiában.
A holland és belga fúvószenekarok két fő hangszerelésére alapozva (a 'harmonie'-ra és a 'fanfárra'), a hagyományos holland dzsesszzenekarra nem jellemző a zongora és nem szerepeltet vonós hangszereket, eltekintve az bendzsótól. Viszont több trombita, harsona, szaxofon, klarinét és szouszafon játszhat egyszerre, és több induló ütőhangszerét is használják, beleértve a mosódeszkát.
A holland dzsessz zenekarok által játszott zene egyaránt tartalmazza az eredeti New Orleans-i dallamokat, valamint az újjáéledés utáni slágereket. A zenekarok stílusa, a két korszak között foglal helyet feldúsítva több szólóval, de megtartva a együttes hangzás elvét. Egy átlagos zenekar akár 15 zenészből is állhat, így a holland dzsessz zenekarok általában a legnagyobb együttesek a tradicionális műfajban.

## A tradicionális dzsessz hatásai más stílusokra
A dixieland és a tradicionális dzsessz a legnagyobb hatást a szving és rhythm and blues stílusokra gyakorolta, de a korai rock & roll szintén mutat jelentős tradicionális dzsessz hatástokat, lásd például Fats Dominót. A kortárs New Orleans-i rezesbanda stílusok, mint a Dirty Dozen Brass Band, a The Primate Fiasco, a Hot Tamale Brass Band és a Rebirth Brass Band egyesítették a tradicionális New Orleans-i rezesbandák játékát az akkori dzsessz, funk, hiphop és rap stílusával.

## Neves dixieland-zenészek (válogatás)
- Louis Armstrong All-Stars, a késői 1940-es években alakult meg, számos alkalommal játszottak együtt az alábbiakkal: Earl Hines, Barney Bigard, Edmond Hall, Jack Teagarden, Trummy Young, Arvell Shaw, Billy Kyle, Marty Napoleon, Big Sid Catlett, Cozy Cole, Barrett Deems and Danny Barcelona.
- Kenny Ball, a "Midnight in Moscow" top-40-es sláger volt a korai 1960-as években, egykori vezetője a brit tradicionális mozgalomnak.
- Eddie Condon, gitáros, több banda vezetője, számos New York-i nightclub és népszerű rádióműsorok vezetője. Az őt követő zenekarok az 1970-es évekig játszanak, a főbb irányvonal ma is hallható, főleg Ed Polcer -, aki résztulajdonosa volt Condon utolsó nightclubjának New Yorkban – turnézó zenekarainál.
- Jim Cullum Jazz Band, Jim Cullum kornettista San Antonió-i bandája. Az 1962-ben apjával alapított bandát eredetileg Happy Jazz Band-nek hívták. A Jim Cullum Jazz Band jelenleg egy régóta futó amerikai rádióműsor sorozat résztvevője. Riverwalk Jazz. Cullum Landing Jazz Club Archiválva 2012. április 18-i dátummal a Wayback Machine-ben folyamatos szervezője a San Antonio Riverwalk-nak 1963 óta.
- A Mission City Hot Rhythm Cats, vezetője David Jellema (kornett) és Mike Pittsley (harsona) a  Jim Cullum Jazz Band egykori zenésze, egy viszonylag új, 6 tagú San Antonió-i tradicionális dzsessz banda.
- Dukes of Dixieland, a New Orleans-i Assuntu család bandája. Az együttes örökösei New Orleansban a mai napig zenélnek.
- Pete Fountain, klarinétos, több népszerű együttes vezetője volt New Orleansban, nemrég visszavonult.
- Al Hirt, trombitás, az 1960-as években sorban vezetett 40-es toplistákat és zenekarokat New Orleansban egészen haláláig.
- Ward Kimball, a Firehouse Five Plus Two Los Angeles-i zenekar vezetője.
- George Lewis New Orleans-i zenész a Preservation Hall-ban játszott az 1960-as években és saját együttesét vezette.
- Turk Murphy, az Earthquake McGoons harsonása és vezetője és egyéb San Franciscó-i találkozók szervezője a késői 1940-től 1970-es évekig.
- Chris Tyle, aki a kornett, a trombita, a klarinét és a  szaxofon mellett dobon is játszik, a Silver Leaf Jazz Band vezetője. Ismert dzsessz zeneszerző és oktató. A Jazz Journalists Association tagja.

## Magyar dixieland-zenekarok

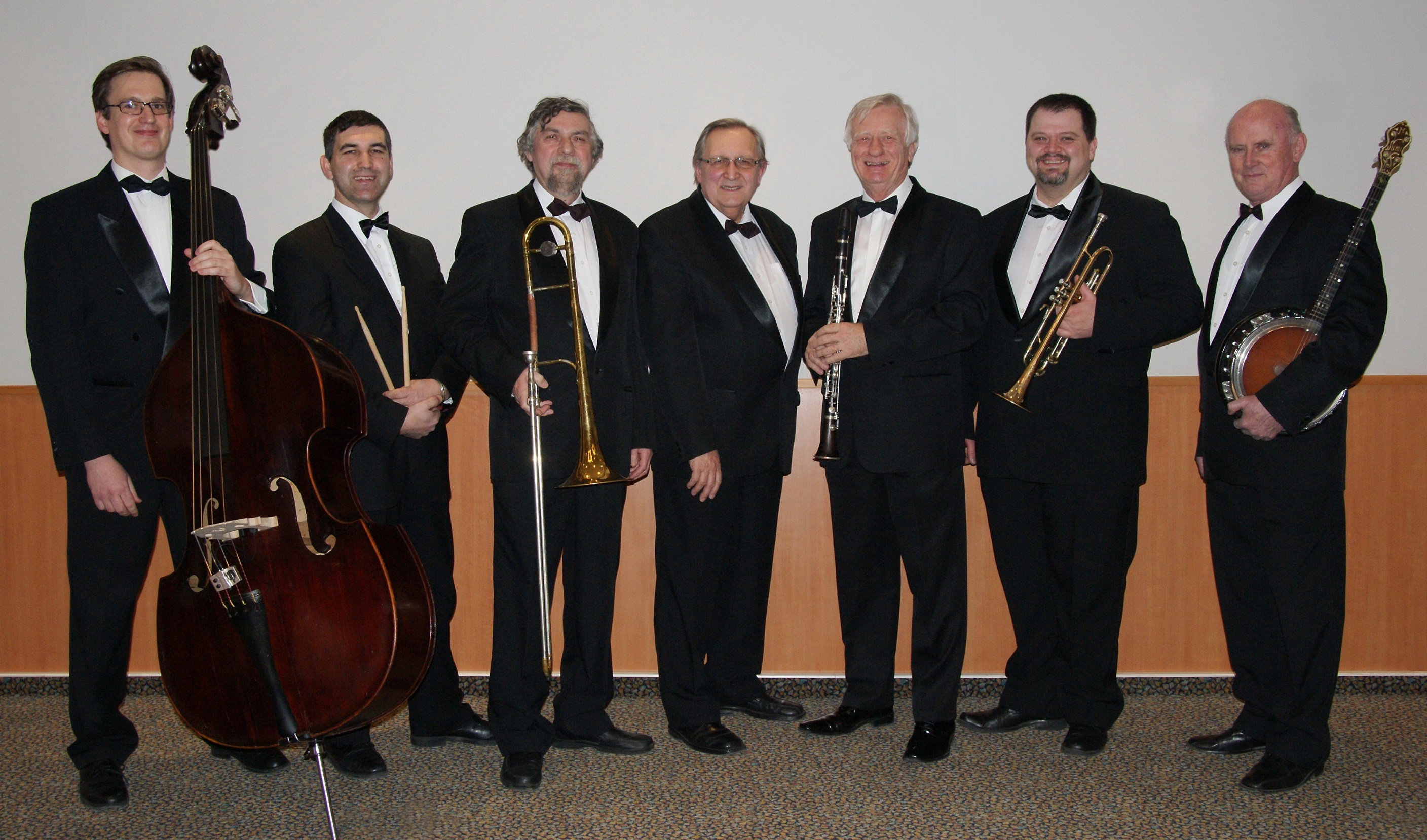
A Benkó Dixieland Band 2010-ben

A magyar dixieland-zenekarok közül kiemelkedik a Benkó Dixieland Band.
Továbbiak: 
- Bohém Ragtime Jazz Band
- Debrecen Dixieland Jazz Band
- Dixi Kings of Hungary Archiválva 2017. május 16-i dátummal a Wayback Machine-ben
- Happy Dixieland Band
- Hot Jazz Band
- Miskolc Dixieland Band
- Molnár Dixieland Band
- Royal Dixieland Band

## Fesztiválok
- Az Egyesült Államokban a legnagyobb tradicionális dzsessz fesztivált, a Sacramento Jazz Jubilee-t, Sacramento, CA-ban tartják évente a Memorial Day hétvégéjén, a körülbelül 150 zenekar 100.000 látogatót vonz a világon évente. Az 1960-as évektől más, kisebb fesztiválok és dzsessz partik is megjelentek ahogy a rock-forradalom kiszorította a dzsessz night clubbok többségét.
- A New Orleans Jazz & Heritage Festivalon a dzsesszen kívül sok más műfaj is hallható helyi, országos és nemzetközileg ismert zenészek előadásában.
- Spanyolország egyetlen dixieland fesztiválját a Tarragona International Dixieland Festival-t (Catalan: Festival Internacional Dixieland de Tarragona) 1994 óta Tarragonában, a húsvét előtti héten tartják, 25 együttessel az egész világból és 100 utcai, színházi, kávéházi és hotelekben tartott előadással.
- Németországban, Dresdában, egy hetes nemzetközi Dixieland fesztivált tartanak 1970 óta. Az esemény csúcspontja a fesztiváli felvonulás.
- Davenport, Iowában, a Bix Beiderbecke Memorial Jazz Festival-t nyaranta rendezik meg a Mississippi folyó partján, megünnepelve a dixielandet és a város híres 1920-as évekbeli kornett játékosát, Bix Beiderbecke-ét. Ugyanekkor rendezik a rangos "Bix 7" autóversenyt.
- Belgiumban, Gent városában minden évben július második hetében nemzetközi dzsessz fesztivált tartanak.

## Folyóiratok
Számos folyóirat hű maradt a tradicionális dzsesszhez: a The Mississippi Rag, a Jazz Rambler és az American Rag az Egyesült Államokban (https://web.archive.org/web/20090514015345/http://www.americanrag.com/TAR.HTM), míg Európában a Jazz Journal International jelenik meg.

## Idézetek
Vitathatatlanul a legboldogabb minden zene közül a New Orleans-i dzsessz. A közösen improvizáló fúvósok hangja a meglehetősen egyszerű akkordváltozásokkal és a hangszerek határozott szerepével nemcsak egy óriási szabadságot ad, hanem a hangzást állandóan örömtelivé teszi.
 - Scott Yanow
Az 1930-as évek közepére a 'Dixieland' szót szabadon használták egyes fehér zenészek együtteseinek köreire. Először a sajtó, majd a nagyközönség által. Az évtized végére a szó jelentése teljesen elvesztette közvetlen 'déli' jellegét.
 - Richard Sudhalter

## Fordítás
- Ez a szócikk részben vagy egészben  a   Dixieland című angol Wikipédia-szócikk fordításán alapul.  Az eredeti cikk szerkesztőit annak laptörténete sorolja fel. Ez a jelzés csupán a megfogalmazás eredetét és a szerzői jogokat jelzi, nem szolgál a cikkben szereplő információk forrásmegjelöléseként.

## Külső hivatkozások
- Red Hot Jazz Archive, dzsessz történelmi archívum
- Dixieland Jazz – John P. Birchall
- A New Orleans-i zene története 100 dallamban, Ted Gioia szerkesztésében (jazz.com)
- Dix Moitié, Történet
- Old Jazz Union Deutschland, a német Old Jazz Union honlapja
- Old Jazz Union Hungary, a magyar Old Jazz Union honlapja
- The New Orleans Jambook Archiválva 2012. február 8-i dátummal a Wayback Machine-ben, New Orleans-i dallamok gyűjteménye
- Az ausztrál Graeme Bell 'Swanston St Shamble' and 'Two Day Jag' a australianscreen online-on